# Аул (станційне селище)
Ау́л (каз. Ауыл) — станційне селище у складі Бородуліхинського району Абайської області Казахстану. Входить до складу Бакинського сільського округу.
Населення — 634 особи (2021; 803 у 2009, 991 у 1999, 1527 у 1989).
Національний склад станом на 1989 рік:
- росіяни — 59 %
- казахи — 31 %

Станом на 1989 рік селище мало статус села та називалось Красний Аул.